# Дружковское рудоуправление
Дружковское рудоуправление — предприятие по добыче огнеупорной глины. Также специализируется на добыче и керамической глины для производства огнеупоров, а также формовочного песка.

## О предприятии
- Дружковское рудоуправление разрабатывает Новорайское месторождение огнеупорных глин и Бантышевское месторождение формовочных песков. Удельный вес предприятия на украинском рынке добычи глин составляет почти 17 %. Потребителями дружковской глины являются предприятия металлургии, по производству огнеупоров, керамики, фарфора. Её высокая пластичность позволяет изготавливать керамические плиты большого размера. Около 20 % глины отправляется в страны ближнего зарубежья, 30 % используют предприятия Украины, 50 % поставляется в Западную Европу.
- Дружковское рудоуправление, наряду с такими предприятиями как АОЗТ «ВЕСКО», ЗАО «Огнеупорнеруд» является производственным глинодобывающим активом UMG (United Minerals Group) Limited (Кипр).
- Уставный капитал предприятия к концу 2007 года составил 14,826 млн грн.[1][2]
- Состав предприятия[3]:
  - Восточный карьер
  - Юго-Западный карьер
  - Бантышевский горный участок по добыче формовочного песка
  - Железнодорожный цех
  - Цех безрельсового транспорта
  - Объединенный электромеханический цех
  - Ремонтно-строительный цех
  - Лаборатория
  - Автотракторный участок
- В различные годы Дружковским рудоуправлением руководили:
  - 1961 — Перре Флорентий Константинович
  - 1961—1969 — Яворович Ян Александрович
  - 1969—1987 — Старых Михаил Кириллович
  - 1987—2002 — Лобинский Виктор Дмитриевич
  - 2002—2007 — Вирютин Леонид Иванович

## Вехи истории
- 1961, 1 марта — дата основания Дружковского рудоуправления как самостоятельного предприятия на базе Новорайского, Веселовского и Бантышевского рудников, выделенных из состава Часов-Ярского комбината огнеупорных изделий.
- 1967 — из состава рудоуправления был выделен в самостоятельное предприятие Веселовский рудник, преобразованный впоследствии в ЗАО «ВЕСКО».
- 1993, декабрь — государственное предприятие «Дружковское рудоуправление» преобразовано в открытое акционерное общество «Дружковское рудоуправление».
- 2007, 16 октября — по решению акционеров генеральным директором предприятия избран Евгений Цымарман, который приступил к выполнению своих обязанностей[4].

## Менеджмент
- Цымарман Евгений Витальевич — генеральный директор